# Werner Bernhardy
Werner Bernhardy (14 de marzo de 1884-29 de julio de 1953) fue un actor y guionista de nacionalidad alemana.

## Biografía
Nacido en Magdeburgo, Alemania, su verdadero nombre era Werner Tummeley. Bernhardy se inició como actor en la década de 1910 trabajando en provincias, en lugares como Hanau, actuando posteriormente como artista invitado. Llegó al cine en 1912, gracias a Oskar Messter, empezando también en esa época a escribir.
A finales de los años 1910, Bernhardy comenzó a redactar guiones para directores como Viggo Larsen (Der graue Herr, 1917) o Herbert Gerdes (Seine drei Frauen, 1920). Más adelante también interpretó pequeños papeles en diferentes producciones cinematográficas. 
Reinhold Lobedanz, que ya conocía a Bernhardy por su trabajo de actor en Schwerin entre 1915 y 1916, le dio trabajo en esa ciudad al concluir la Segunda Guerra Mundial. Como a Bernhardy no se le consideró políticamente afecto al nazismo, el General Moore le nombró en mayo de 1945 director del Mecklenburgisches Staatstheater de Schwerin. Su codirector fue Edgar Bennert. Dirigió el teatro desde el 28 de mayo de 1945 hasta el 31 de julio de 1947.
Bernhardy también trabajó a favor de los intereses de los actores; así, hasta 1933 fue administrador del distrito berlinés del sindicato teatral alemán Genossenschaft Deutscher Bühnen-Angehöriger. Debido a dicha actividad, fue arrestado por los nazis en mayo de 1933 y encarcelado varios meses.
Werner Bernhardy falleció en su casa de campo en Kleinmachnow, Alemania, en 1953. Su hijo fue el escritor Werner Bernhardy junior (1918–2002).

## Filmografía

### Guionista
- 1917 : Der graue Herr
- 1918 : Sein eigenes Begräbnis
- 1918 : Elly und Nelly
- 1918 : Der Glücksjunge
- 1918 : Das Schicksal der Renate Jongk
- 1919 : Der Kammerdiener seiner Frau
- 1919 : Mamsell Tunichtgut
- 1919 : John Barrens und seine Geliebte
- 1920 : Seine drei Frauen

### Actor
- 1918 : Der gelbe Schein
- 1918 : Marineleutnant von Brinken. 1. Der Schuldschein des Pandola
- 1918 : Die blaue Mauritius
- 1919 : Kinder der Liebe, primera parte
- 1921 : Filmbanditen
- 1935 : Abenteuer in der Karnevalsnacht
- 1935 : Das Mädchen Johanna
- 1936 : Wie Eulenspiegel zu Marburg den Landgrafen malte
- 1936 : Wie Eulenspiegel sich einmal erbot, zu fliegen
- 1936 : Wie Eulenspiegel ein Urteil spricht
- 1936 : Trau, schau wem
- 1936 : Ein seltsamer Gast
- 1936 : Allotria
- 1936 : Schlußakkord
- 1936 : Moral
- 1936 : Die Leute mit dem Sonnenstich
- 1936 : Kinderarzt Dr. Engel
- 1936 : Ein Hochzeitstraum
- 1937 : Ritt in die Freiheit
- 1937 : Truxa
- 1937 : Fridericus
- 1937 : Die göttliche Jette
- 1937 : Unter Ausschluß der Öffentlichkeit
- 1937 : Manege
- 1937 : Mein Sohn, der Herr Minister
- 1937 : Ein Volksfeind
- 1938 : Das große Abenteuer
- 1942 : Rembrandt

## Escritor (selección)
- Sacara. (Unter 10000 Amazonen). Roman (= Panther-Bücher. Bd. 51). Karl Goldmann, Berlín 1934.
- Die Abenteuer des George Allen (= Sammlung Große Kriminalromane. Bd. 9, Zeitschriftendatenbank 2211383-6). Eden-Verlag, Berlín 1935.